# Jonas Iversby Hvideberg
Jonas Iversby Hvideberg (ur. 9 lutego 1999 w Rolvsøy) – norweski kolarz szosowy.

## Osiągnięcia
Opracowano na podstawie:

2017
- 1. miejsce w klasyfikacji punktowej Trofeo Karlsberg
- 1. miejsce na 1. etapie Internationale Niedersachsen-Rundfahrt der Junioren

2019
- 3. miejsce w Paryż-Tours U23

2020
- 2. miejsce w mistrzostwach Norwegii (start wspólny)
- 1. miejsce w mistrzostwach Europy U23 (start wspólny)

2021
- 1. miejsce w Paryż-Tours U23

## Rankingi
| Rok             | 2019  | 2020 | 2021 | 2022  | 2023  | 2024  |
| --------------- | ----- | ---- | ---- | ----- | ----- | ----- |
| World Ranking   | 1896. | 177. | 686. | 1556. | 2376. | 2394. |
| UCI Europe Tour | 1248. | 146. | 544. | 1042. | -     | -     |
|                 |       |      |      |       |       |       |
| Źródło: UCI     |       |      |      |       |       |       |